# Jasper Johns
Jasper Johns (Augusta, Georgia, 15 de mayo de 1930) es un pintor, escultor y artista gráfico estadounidense.

## Biografía
Nació en Augusta (Georgia) y creció en Allendale (Carolina del Sur). Estudió en la universidad de Carolina del Sur, tres semestres, entre 1947 y 1948, para después trasladarse a la Parsons School of Design de Nueva York en 1949. Allí conoció a Robert Rauschenberg, Merce Cunningham y John Cage, con los que comenzó a desarrollar su obra. En 1952 estuvo destinado en Sendai, Japón, durante la guerra de Corea. En 1969 recibió el Premio Vincent van Volkmer.

## Obra
Su obra mundialmente más conocida son las banderas de los Estados Unidos realizadas a la encáustica en la década de 1950. Otros símbolos, como letras, números y dianas, aparecen recurrentemente en sus pinturas y grabados. Realizó numerosas pinturas "grises", las que comenzaba con color para finalmente cubrir todo el lienzo con gris. Hacia 1960 comenzó a integrar en sus pinturas objetos reales como perchas, tenedores y cucharas. En la década de 1980, reinventó su estilo pictórico.
Es considerado, junto con Robert Rauschemberg, promotor del Neodadaísmo, aunque su producción artística circula entre el Expresionismo abstracto, el Minimalismo y el Arte pop.
Sus obras forman parte de colecciones de los museos de arte más importantes de Estados Unidos y Europa, como la Galería Nacional de Arte, Museo Whitney de Arte Estadounidense, Museo Metropolitano de Arte, Tate Gallery y Centro Pompidou.

## Enlaces
- Sitio oficial de Jasper Johns (en inglés)
- Jasper Johns: An Allegory of Painting, 1955–1965, National Gallery of Art, Washington D. C.
- States and Variations: Prints by Jasper Johns at the National Gallery of Art

- Datos: Q155057
- Multimedia: Jasper Johns / Q155057